# 존 F. 케네디 암살 사건에 대한 언론 보도
이 문서는 1963년 11월 22일 오전 12시 30분(중부 표준시)에 제35대 미국 대통령 존 F. 케네디 암살 사건 이후의 언론 보도 내용을 다룬다.
암살 사건 및 그 후 국장에 대한 텔레비전 보도는 텔레비전 시대 최초의 사건이었으며, 70시간 동안 쉬지 않고 처음부터 끝까지 생방송으로 보도되었다. 암살 사건과 국장 기간 동안 4일 동안 ABC, CBS, NBC 세 텔레비전 네트워크는 55시간에서 71시간 동안 쉬지 않고 방송했으며, 이는 2001년 9월 11일까지 가장 긴 뉴스 이벤트였고 총 1,500명 이상의 직원이 사건을 보도했다.

## 속보

### 댈러스 현지
댈러스에서는 음악 방송국 KLIF의 렉스 존스 쇼가 대략 오후 12시 38분(중부 표준시)에 첫 뉴스 속보로 중단되었다. 더 시폰스의 노래 "I Have a Boyfriend" 도중에 "속보 알림" 사운드가 나왔다. 노래는 중단되었고 뉴스캐스터 게리 델론(Gary DeLaune)이 속보 신호와 함께 첫 발표를 했다.
댈러스에서 KLIF 속보입니다: 오늘 시내 근처에서 케네디 대통령의 차량 행렬에 세 발의 총성이 발사된 것으로 보도되었습니다. KLIF 뉴스는 이 보도를 확인 중입니다. 추가 보도가 있을 예정입니다. 계속해서 채널 고정하십시오.
당시 스템몬스 고속도로에서 이동 뉴스 순찰차에 탑승하고 있던 KBOX 기자 샘 페이트(Sam Pate)는 딜리 플라자와 댈러스 시청에서 실시간 라디오 업데이트로 현장을 보도했다. 페이트가 숨 가쁘게 "차량 행렬에서 뭔가 일어난 것 같습니다!"라고 보도하는 널리 반복되는 오디오 클립은 며칠 후 녹음된 재연에서 가져온 것이다.
댈러스 CBS 라디오 계열사 KRLD는 대통령 일행의 러브 필드 도착 보도를 마쳤고, 딜리 플라자에서 동쪽으로 불과 0.5마일 떨어진 시내 메인 스트리트와 아카드 스트리트 교차로에 서 있던 기자 밥 허패커(Bob Huffaker)에게 연결했다. 대통령 차량이 그를 지나간 후, 허패커는 몇 분 더 보도를 계속했으며, 총성이 오디오 보도에서 들리지 않았음에도 불구하고 총격이 일어났을 때 방송 중이었던 것으로 여겨진다. KRLD가 전국적으로 배급되는 종교 프로그램인 Back to the Bible로 정규 방송으로 돌아온 직후, CBS 라디오를 통해 총격에 대한 첫 보도가 나왔다. 허패커는 보도를 마치고 KRLD 스튜디오로 돌아온 후에야 상황을 알게 되었고, 곧바로 파크랜드 병원으로 가서 응급실 밖의 현장을 보도했다.
NBC 라디오 계열사 WBAP는 NBC 라디오의 연속 보도가 시작될 때까지 지역 속보로 중단되면서 기악 음악을 재생했다.
댈러스의 ABC 텔레비전 계열사 WFAA는 지역 라이프스타일 프로그램인 줄리 베넬 쇼(The Julie Benell Show)를 방영하고 있었다. 오후 12시 45분(중부 표준시)에 방송국은 사전 녹화된 프로그램에서 갑자기 뉴스 디렉터 제이 왓슨(Jay Watson)에게 연결했다. 왓슨은 딜리 플라자에 있었고, 방송국으로 다시 돌아오기 전에 세 발의 총성을 들었다.
안녕히 계세요, 신사 숙녀 여러분. 제가 숨이 가쁘다는 점 양해 바랍니다. 약 10분에서 15분 전, 모든 징후로 볼 때, 댈러스 시에서 비극적인 일이 일어났습니다. 이것을 인용하겠습니다... [잠시 왼쪽 손에 든 속보 용지를 내려다본다] 그리고 제가 숨이 가쁘더라도 양해 바랍니다. 속보입니다, 댈러스에서 유나이티드 프레스입니다: (UPI 속보를 읽는 중) '케네디 대통령과 존 코널리 주지사가 댈러스 시내에서 암살자의 총탄에 쓰러졌습니다. 그들은 총성이 발사되었을 때 오픈카에 타고 있었습니다. 케네디 대통령은 축 늘어진 몸을 아내 재클린의 품에 안겨 파크랜드 병원으로 급히 이송되었습니다.'
왓슨은 이어서 어린이 프로그램 Mr. 페퍼민트의 진행자 제리 헤인스와 함께 비극에 대한 WFAA의 연속 보도를 진행했으며, 여기에는 목격자 에이브러햄 저프루더와 빌, 게일 뉴먼과의 인터뷰도 포함되었다.
NBC 계열사 WBAP는 뉴스가 처음 터졌을 때 데이트라인(Dateline)이라는 프로그램을 방영하고 있었다.

### 전국적으로
총격에 대한 첫 전국 뉴스 속보는 오후 12시 36분(중부 표준시)/오후 1시 36분(동부 표준시)에 ABC 라디오 네트워크를 통해 전송되었다. 네트워크는 덕 프레더릭스(Dirk Fredericks)와 조엘 크래거(Joel Crager)가 진행하는 오후의 음악(Music in the Afternoon) 프로그램을 방영하고 있었고, 도리스 데이의 "후레이 포 할리우드" 녹음이 재생되고 있을 때 뉴스캐스터 돈 가디너(Don Gardiner)가 끼어들어 말했다.
ABC 라디오에서 특별 속보를 전하기 위해 이 프로그램을 중단합니다. 여기는 텍사스 댈러스에서 온 특별 속보입니다. 오늘 텍사스 댈러스 시내에서 케네디 대통령의 차량 행렬에 세 발의 총성이 발사되었습니다. ABC 라디오입니다. 다시 말씀드립니다, 텍사스 댈러스에서 오늘 케네디 대통령의 차량 행렬에 세 발의 총성이 발사되었고, 대통령은 현재 이틀간의 텍사스 순회 연설 중입니다. 댈러스 사건에 대한 자세한 내용은 잠시 후에 알려드리겠습니다. 더 자세한 내용을 들으려면 ABC 방송을 계속 시청해 주십시오. 이제 정규 프로그램으로 돌아갑니다.
오후 12시 40분(중부 표준시)/오후 1시 40분에 CBS는 뉴스를 보도한 첫 텔레비전 네트워크가 되었으며, 연속극 애즈 더 월드 턴즈의 생방송을 중단했다. 화면에 커다란 검은색 "CBS 뉴스 속보" 슬라이드가 나타나는 동안, CBS 라디오 플래시 부스에서 보도하던 월터 크롱카이트는 오디오만으로 된 보고서를 제출했다. CBS 뉴스룸에는 활성 상태의 카메라가 없었기 때문에 크롱카이트는 즉시 방송에 나올 수 없었다. 당시의 텔레비전 카메라는 약 20분의 예열 시간이 필요한 이마지 오르티콘 튜브를 사용했다. 직후 CBS는 속보를 위해 항상 카메라가 작동하도록 하는 정책을 시행했다. 크롱카이트는 발표했다.
CBS 뉴스 속보입니다. 텍사스 댈러스에서 케네디 대통령의 차량 행렬에 세 발의 총성이 발사되었습니다. 첫 보도에 따르면 케네디 대통령이 이 총격으로 중상을 입었다고 합니다. 더 자세한 내용이 막 도착했습니다. 이 내용은 이전과 거의 같습니다. 케네디 대통령이 오늘 댈러스 시내를 떠나는 차량 행렬에서 총에 맞았습니다. 케네디 부인은 벌떡 일어나 케네디 씨를 붙잡고 "오, 안 돼!"라고 외쳤습니다. 차량 행렬은 속도를 냈습니다. 유나이티드 프레스는 케네디 대통령의 부상이 치명적일 수 있다고 보도했습니다. 다시 말씀드립니다, CBS 뉴스 속보입니다. 케네디 대통령이 텍사스 댈러스에서 암살 시도자에게 총에 맞았습니다. 더 자세한 내용은 CBS 뉴스를 계속 시청해 주십시오.
크롱카이트는 애즈 더 월드 턴즈(아무도 중단을 알지 못했기 때문에 여전히 생방송으로 진행되고 있었다)가 중간 프로그램 방송국 식별 휴식에서 돌아오려 할 때 두 번째 속보로 끼어들었다. 그 후 연속극이 진행되었고, 이어진 광고 시간 동안 CBS는 크롱카이트가 진행 상황을 시청자에게 업데이트하면서 다시 한 번 끼어들었다. 이번에는 카메라가 준비될 때까지 범퍼 슬라이드 위로 보고서를 제출하며 방송에 머물렀고, 이는 오후 2시 정각에 CBS의 방송국 식별 휴식과 일치했다. 크롱카이트는 시청자들에게 네트워크가 잠시 중단하여 모든 계열사가 방송에 참여할 수 있도록 할 것이라고 말했다.
ABC와 NBC는 CBS 속보 당시 전국적으로 방송하고 있지 않았으며, 그들의 계열사들은 자체 콘텐츠를 방영하고 있었다. 뉴욕에서 WABC-TV의 첫 속보는 에드 실버먼(Ed Silverman)이 오후 1시 42분(동부 표준시)에 방송되었으며, 앤 소던 쇼의 재방송을 중단했다. ABC-TV의 첫 속보와 동시에 NBC 라디오는 세 가지 "핫라인 속보" 중 첫 번째를 보도했으며, 각 속보는 "토크업 경고"가 선행되어 모든 NBC 계열사에게 모회사 네트워크에 참여할 30초를 제공했다.
3분 후, 돈 파도(Don Pardo)는 WNBC-TV의 배첼러 파더 지역 재방송을 중단하고 다음과 같이 뉴스를 발표했다: "케네디 대통령이 오늘 댈러스 시내를 떠나는 차량 행렬에서 총에 맞았습니다. 케네디 부인은 벌떡 일어나 케네디 씨를 붙잡고 '오 안 돼!'라고 외쳤습니다. 차량 행렬은 속도를 냈습니다." 오후 1시 53분(동부 표준시)에 NBC는 NBC 네트워크 범퍼 슬라이드에 이어 쳇 헌틀리와 빌 라이언이 진행하는 보도로 방송을 시작했다. NBC의 카메라는 준비되지 않았고 보도는 오디오 보고서로 제한되었다. 오후 1시 57분(동부 표준시)에 프랭크 맥기가 방송에 합류하자마자 NBC는 카메라가 작동하면서 보도를 시작했다. 처음 몇 분은 유실된 것으로 간주되는데, 네트워크가 보도 시작 시 녹화를 시작하지 않았기 때문이다. 하지만 파도의 속보 오디오 녹음은 존재한다.
초기 보고서에 이은 두 개의 오디오만 있는 속보를 제외하고, ABC는 계열사의 프로그램을 중단하지 않고 네트워크가 오후 2시(동부 표준시)에 방송을 재개할 때까지 기다렸다가 보도를 시작했다.
라디오 보도는 돈 가디너(ABC), 앨런 잭슨 (CBS), (정시 뉴스캐스트 후) 피터 해키스(Peter Hackes)와 에드윈 뉴먼 (NBC)이 진행했다.

## 텔레비전 및 라디오 보도 (오후 2시경부터 2시 40분경까지, 동부 표준시)

### ABC
ABC 텔레비전의 보도는 뉴욕의 돈 고다드(Don Goddard), 론 코크란(Ron Cochran), 에드 실버먼(Ed Silverman), 워싱턴의 에드워드 P. 모건, 케네디가 총에 맞았을 때 차량 행렬에 타고 있던 파크랜드 병원의 밥 클라크, 댈러스 카운티 보안관 사무실의 빌 로드(Bill Lord)가 제공했다. 다른 네트워크와 마찬가지로 ABC는 최신 정보를 위해 댈러스 계열사 WFAA-TV 8과 번갈아 가며 방송했다. WFAA에서 보도한 사람은 대통령 도착 실시간 보도를 위해 러브 필드에 있었던 밥 워커(Bob Walker)와 딜리 플라자에서 돌아온 후 현지 방송에 계속 출연했던 제이 왓슨(Jay Watson)이었다. 이들은 나중에 병원에서 도착한 밥 클라크와 합류했다.
ABC의 초기 사건 보도는 매우 무질서했다. ABC의 주요 뉴스 앵커였던 코크란은 암살 시도 소식이 처음 터졌을 때 점심시간이었고, 네트워크는 그를 스튜디오로 다시 불러야 했다. 실버먼은 ABC의 첫 속보를 동반한 목소리였는데, 당시 네트워크 계열사의 대부분에서 산악 시간대에 방영되던 아버지도 알고 있다 재방송 에피소드 도중에 방송되었다. ABC의 초기 속보의 남아 있는 비디오테이프는 당시 계열사였던 피닉스의 KTVK에서 녹화된 것으로 보이며, 아버지도 알고 있다의 중단이 포함되어 있다.
첫 번째 카메라 보도는 네트워크 뉴스 스튜디오의 고다드가 맡았는데, 그곳은 텔레타이프 기계에서 너무 멀리 떨어져 있었다. 고다드는 이어서 뉴스룸으로 이동했고, 돌아온 코크란이 합류했으며, 기술팀은 그들 주변에 즉석 뉴스 세트를 구축하기 시작했다. ABC는 그런 행사를 위한 스튜디오 공간을 준비하지 않았다. NBC는 뉴스룸에 플래시 스튜디오가 있었고, CBS의 보도는 1963년 초 저녁 뉴스캐스트를 시작한 이후로 자체 뉴스룸에서 직접 나왔다. 코크란과 고다드는 서서 어색하게 마이크와 헤드셋을 들고 정보를 보도해야 했다.
뉴욕에서의 혼란 외에도 ABC는 특파원들과 이야기하기 위해 댈러스로 전환할 수 없었다. 처음에는 댈러스 무역 센터와 CBS 계열사 KRLD 기자 에디 바커(Eddie Barker)로부터 온 하나의 피드만 사용할 수 있었다. CBS는 이전에 바커의 보고서 일부를 방송했지만, 바커가 끝내기 전에 사건에 대한 자체 보고로 돌아가기 위해 중단했다. ABC는 보고서의 나머지를 끝까지 방송했다. ABC가 CBS 계열사의 보도를 방송할 수 있었던 이유는 세 주요 댈러스 방송국이 대통령 방문을 위해 합의한 풀(pool) 협정 때문이었다. WBAP는 포트워스 대통령 방문과 러브 필드 출발 및 도착을 담당했고, WFAA는 댈러스 시내를 통한 퍼레이드를 담당했으며, KRLD는 대통령이 연설할 댈러스 무역 센터에 설치되었다.
오후 2시 25분(동부 표준시)에 댈러스의 밥 클라크에게 연결하려고 시도하는 동안, ABC 라디오는 파크랜드 병원에서 케네디 대통령이 사망했다고 보도한 후, 그것이 미확인이라고 강조했다. 이 뉴스를 보도할 때 앵커 돈 가디너는 청중에게 다음과 같이 말했다.
신사 숙녀 여러분, 지금은 우리 모두에게 힘든 순간입니다. 잠시 멈추고 모두 함께 기도합시다.
ABC 라디오는 그 후 오케스트라 음악을 방송하기 위해 보도를 중단했다.
오후 2시 33분(동부 표준시)에 코크란은 ABC 텔레비전에서 대통령에게 종부성사를 주기 위해 병원에 불려온 두 명의 신부가 총상으로 사망했다고 보도했다. 이것은 미확인 보도였지만, ABC는 성급하게 "존 F. 케네디 – 1917–1963"이라는 문구와 함께 대통령의 사진을 화면에 띄웠다.
5분 후, 코크란이 대통령이 오후 1시 35분(중부 표준시)에 사망했다는 잘못된 보고를 받았을 때 이 사진이 다시 성급하게 게재되었는데, 사실 그는 오후 1시(중부 표준시)에 사망했다. 몇 분 후, 코크란은 대통령의 상태에 대한 추가 정보를 받고 ABC 시청자들에게 다음을 전달했다.
정부 소식통은 이제 확인합니다... 워싱턴에서 온 소식입니다. 정부 소식통은 이제 케네디 대통령이 사망했다고 확인합니다. 그러므로, 이것이 최종 소식이며, 암살자 자신을 제외하고는 아무도 상상할 수 없었던 믿을 수 없는 사건이 오늘 일어났습니다.
ABC 라디오에서 가디너는 뉴스를 보도했지만, 공식적인지 여부는 말하지 않았다. ABC는 그 후 캐피틀힐의 피트 클랩퍼(Pete Clapper)에게 상원 언론 담당관 리처드 라이델(Richard Reidel)과의 인터뷰를 위해 연결했다. 잠시 후, 인터뷰는 대통령 사망에 대한 가디너의 보도에 의해 중단되었다.
신사 숙녀 여러분, 미국 대통령 존 피츠제럴드 케네디가 사망했습니다. 대통령이 사망했습니다. 기도합시다.
ABC 라디오는 그 후 오케스트라 음악으로 돌아갔다.

### CBS
오후 2시(동부 표준시)에 CBS는 확장된 방송국 식별 휴식을 취하여 산악 및 태평양 시간대의 계열사들이 나머지 네트워크와 함께 스토리를 다룰 수 있도록 했다. 이제 뉴스룸의 책상에 앉은 크롱카이트는 처음으로 카메라에 나타났고, 무슨 일이 일어나고 있는지 알지 못할 수도 있는 새로운 시청자들을 위해 대통령에 대한 암살 시도를 알렸다.
CBS 계열사들이 정시부터 뉴스룸에서 크롱카이트와 합류한 시점부터 약 오후 2시 38분(동부 표준시)까지, 보도는 CBS 뉴스룸과 크롱카이트, 그리고 케네디 대통령이 오찬 연설을 할 예정이었던 댈러스 무역 센터의 KRLD-TV의 에디 바커 사이를 오갔다.
약 오후 2시 11분(동부 표준시)에 CBS 뉴스 특파원 댄 래더는 케네디에게 종부성사를 집전한 두 신부 중 한 명에게 전화하여 그가 실제로 총에 맞았음을 확인했다. "네, 총에 맞았고 사망했습니다."라고 신부는 래더에게 말했다. 거의 동시에 무역 센터에서 한 의사가 바커에게 다가가 "에디, 그는 죽었어... 응급실에 전화했는데 그는 이미 도착 시 사망(DOA) 상태였어."라고 속삭였다. 잠시 후, 뉴스 카메라가 무역 센터의 군중을 비추자 바커는 다음과 같이 보도했다.
상상하시겠지만, 현재 대통령의 실제 상태에 대한 많은 소문이 들어오고 있습니다. 하나는 그가 죽었다는 것이지만, 이는 확인되지 않았습니다. 다른 하나는 코널리 주지사가 수술실에 있다는 것이지만, 이 역시 확인되지 않았습니다.
몇 분 후, CBS가 KRLD와 무역 센터로 다시 연결하여 다른 보고를 받을 때, 바커는 대통령 사망 주장을 반복하며 "정보원은 일반적으로 신뢰할 만하다"고 덧붙였다. 이 보고서 도중, 바커가 대통령 방문을 위한 보안 조치에 대해 이야기할 때, 무역 센터 직원이 케네디 대통령이 연설할 예정이었던 연단에서 대통령의 인장을 제거하는 모습이 보였다.

#### CBS 라디오의 사망 발표
오후 2시 19분(동부 표준시)에 CBS 댈러스 특파원 댄 래더와 에디 바커는 "정보를 비교하고 상황을 파악하기 위해" 전화로 대화했다. 래더는 두 사람이 대화할 때 뉴욕과의 회선이 열려 있다는 것을 알고 있었지만, CBS 라디오의 최소 세 명의 직원을 포함하여 "그 전화 회선에 얼마나 많은 사람이 있었는지 깨닫지 못했다." 케네디가 사망했음에 "확신을 가졌던" 래더는 그럼에도 불구하고 CBS 라디오에 공식적인 소식을 전달하지 않았으며, 바커와의 대화가 그렇게 해석될 것이라는 것도 알지 못했다.
래더가 바커와 대화하는 동안 CBS 라디오의 한 직원이 "대통령이 사망했다고 말씀하셨습니까?"라고 물었다. 래더는 "네."라고 대답했다. 통화를 바탕으로 CBS 라디오 뉴스룸 감독 로버트 스키지엘(Robert Skedgell)은 "JFK 사망"이라고 적힌 쪽지를 써서 CBS 라디오 뉴스 앵커 앨런 잭슨에게 건넸다. 오후 2시 22분(동부 표준시), 킬더프의 공식 발표 11분 전에 잭슨은 다음과 같이 발표했다.
신사 숙녀 여러분, 미국 대통령이 사망했습니다. 존 F. 케네디는 한 시간도 채 안 된 댈러스 암살 사건에서 입은 부상으로 사망했습니다. 다시 말씀드립니다. 방금 케네디 대통령이 사망했다고 발표되었습니다.
발표 후 CBS 라디오는 미국 국가를 재생하려 했지만 실수로 새뮤얼 바버의 현을 위한 아다지오 LP에서 잘못된 속도(78 RPM)로 재생된 짧은 발췌본을 방송했다. 몇 초간의 침묵 후 잭슨은 뉴스를 반복했다.
미국 제35대 대통령 존 피츠제럴드 케네디가 46세의 나이로 사망했습니다. 한 시간도 채 안 된 텍사스 댈러스 거리를 차로 이동하던 중 암살자의 총에 맞았습니다. 다시 말씀드립니다. 대통령은 총상으로 텍사스 댈러스에서 사망했습니다.
이어서 베토벤의 전원 교향곡 1악장 발췌가 나왔다. 음악이 끝난 후 잭슨은 다시 뉴스를 반복했다.
미국 대통령 존 피츠제럴드 케네디가 텍사스 댈러스에서 암살자의 총탄에 사망했다는 발표를 다시 말씀드립니다. 그는 총에 맞았고, 텍사스 주지사 톰 코널리도 한 시간도 채 안 된 댈러스 시내를 통과하는 차량 행렬에서 총에 맞았습니다. 코널리 주지사는 위독한 상태이며, 존 케네디 대통령은 사망했습니다. 미국 제35대 대통령인 그는 46세였습니다.

헌법에 따르면 부통령 린든 존슨이 이제 케네디 씨의 직위를 승계하게 됩니다. 존슨 씨는 몇 시간 이내에 취임 선서를 하고 미국 제36대 대통령이 될 것입니다.
잭슨의 발표 후, 그의 공동 앵커 댈러스 타운센드는 다음과 같이 덧붙였다.
음, 사실 앨런, 린든 존슨은 선서를 하든 안 하든 이미 대통령입니다. 그는 대통령입니다.
타운센드의 발언에 이어 미국의 국가가 나왔다.

#### CBS TV
CBS 라디오는 댄 래더가 바커와 나눈 초기 대화를 대통령 사망에 대한 확인으로 받아들였지만, CBS 텔레비전 네트워크 관계자들 사이에서는 래더의 보고서가 진정한 공식 확인이 아니었으므로 이 소식을 보도할지 여부에 대한 논쟁이 있었다. 오후 2시 27분(동부 표준시)에 그들은 래더의 보고서를 크롱카이트에게 전달하기로 결정했고, 크롱카이트는 이를 전국에 전파했다.
방금 댈러스에 있는 특파원 댄 래더로부터 케네디 대통령이 사망했다는 확인 보고를 받았습니다. 아직 공식적인 확인은 없습니다. 하지만 이것은 텍사스 댈러스에 있는 우리 특파원 댄 래더의 보고입니다.
이로부터 약 5분 후, 뉴스룸 직원 중 한 명이 다른 속보를 들고 크롱카이트의 책상으로 달려왔다. 크롱카이트는 속보를 읽으면서 말을 더듬어 다시 읽어야 했다.
케네디와 함께 있던... 케네디와 함께 있던 두 신부가 총상으로 사망했다고 말합니다. 이것이 현재로서는 가장 공식적인 정보에 가까운 것 같습니다.
크롱카이트는 공식 확인이 없음을 계속 강조했지만, 크롱카이트의 어조는 공식 발표가 나오는 것은 시간 문제라는 것을 나타내는 듯했다. 3분 후, 그는 ABC의 론 코크란이 공식적인 소식으로 전달하기로 선택했던 동일한 보고를 받았다. 크롱카이트는 그렇게 하지 않고 다음과 같은 맥락에서 보도했다.
그리고 지금, 워싱턴에서 정부 소식통은 케네디 대통령이 사망했다고 말합니다. 이것은 정부 소식통이며, 아직 공식 발표는 아닙니다.
크롱카이트는 대통령 사망의 공식 확인 소식을 기다리며 이전처럼 계속했다. 이 소식은 이때 킬더프가 병원에서 2분 전에 전달했지만 아직 언론에 보도되지 않았다. 포트워스에서 케네디가 그날 일찍 했던 일에 대해 이야기한 후, 크롱카이트는 포트워스에서 온 비행기가 대통령을 "댈러스에서 죽음과의 만남, 분명히"로 데려갔다고 언급했지만, 공식 속보는 아직 도착하지 않았다.
직후, 오후 2시 38분(동부 표준시)에 크롱카이트는 지난달 댈러스에서 애들레이 스티븐슨 유엔 대사 공격과 유사한 댈러스 시위의 두려운 우려를 언급했다. 그 순간, 배경에 보이는 CBS 뉴스 직원이 AP 뉴스 전광판에서 한 장의 종이를 떼어냈다. 그는 재빨리 (카메라 밖에서) 크롱카이트에게 전달했고, 크롱카이트는 안경을 쓰고 몇 초 동안 종이를 읽은 후 다음과 같이 발표했다.
텍사스 댈러스에서 온 속보, 분명히 공식적인 것 같습니다: (AP 속보를 읽는 중) '케네디 대통령이 오후 1시(중부 표준시)에 사망했습니다.' 동부 표준시 오후 2시, 약 38분 전입니다.
속보를 읽은 후 크롱카이트는 안경을 벗고 스튜디오 시계를 보아 케네디가 사망한 이후 경과된 시간을 확인했다. 그는 잠시 멈췄다가 다시 안경을 썼고, 잠시 동안 눈에 띄게 감동받은 모습이었다. 크롱카이트는 계속했다.
존슨 부통령... (목을 가다듬는다) ...댈러스 병원을 떠났지만, 그가 어디로 갔는지는 알 수 없습니다. 아마도 그는 곧 취임 선서를 하고 미국 제36대 대통령이 될 것입니다.
CBS의 암살 사건 보도에는 아이러니한 면이 있었다. 1963년 9월 2일, 케네디는 크롱카이트와 인터뷰를 했고, 이는 CBS가 네트워크 텔레비전 최초의 30분짜리 저녁 뉴스캐스트를 시작하는 데 도움이 되었다.
아마도 CBS는 케네디 사망 발표 이후 다른 네트워크처럼 댈러스나 워싱턴으로부터 더 이상의 보도를 포함하지 않았다는 점에 주목해야 할 것이다. 발표 이후에도 보도가 계속되면서, 찰스 콜링우드는 뉴욕에서 크롱카이트를 대신했고, 닐 스트로저(Neil Strawser)는 CBS의 워싱턴 지국에서 보도했으며, 댄 래더와 에디 바커는 댈러스 KRLD에서 보고서를 제공했다.

### NBC
NBC-TV에서는 쳇 헌틀리, 빌 라이언, 프랭크 맥기가 뉴욕의 네트워크 비상 "플래시" 스튜디오(코드명 5HN)에서 진행했으며, 워싱턴의 데이비드 브링클리, 텍사스 포트워스 NBC 계열사 WBAP-TV(현재 KXAS-TV)의 찰스 머피(Charles Murphy)와 톰 휠런(Tom Whelan), 그리고 차량 행렬에 있었던 파크랜드 병원의 로버트 맥닐이 보고서를 제공했다. 에드윈 뉴먼은 NBC 라디오에서 정기적으로 NBC-TV와 동시 방송을 하며 보도했다. NBC 라디오의 보도는 캐나다에서 CBC 라디오를 통해 동시 방송되었다.
미국의 국제 단파 방송국인 미국의 소리는 비극적인 뉴스에 대한 영어 보도의 일환으로 NBC 보도 일부를 재방송했으며, 여기에는 텔레비전 보도와의 동시 방송도 포함되었다. VOA의 짧은 에어체크가 존재하는데, 근무 중인 아나운서들이 케네디의 상태에 대한 상충되는 보고들을 이해하려고 시도한 다음, 방송국은 잠시 NBC와 동시 방송을 하다가 중부 표준시 오후 1시부터 폴란드어 프로그램으로 넘어간다.
처음 35분 동안 포트워스 TV 중계뿐만 아니라 맥닐이 병원에서 보고하기 위해 사용하던 전화 연결에도 기술적인 어려움이 있었다. 보도가 시작될 때 맥기는 맥닐이 정보를 전달하기 위해 전화하는 것을 기다리고 있었다. 라이언과 헌틀리가 정보를 되새기는 동안 맥기는 맥닐과 연결되었고 그에게 무슨 일이 일어났는지 시간순으로 다시 말하라고 했다. NBC 플래시 스튜디오는 스튜디오 스피커를 통해 전화를 연결할 방법이 없었기 때문에 다른 누구도 맥닐이 말하는 것을 들을 수 없었다.
스튜디오 팀이 해결책을 찾는 동안 맥기는 즉석에서 맥닐에게 정보를 조각내어 전달하도록 지시했고, 그는 시청자들을 위해 그것을 반복했다. 그들이 이야기하는 동안 헌틀리는 카메라 밖에서 스피커를 건네받았고 맥기에게서 수화기를 받아 이어폰에 연결하여 맥닐의 목소리를 들을 수 있게 했다. 그때까지 더 이상 보고할 정보가 없었다. 맥닐은 파크랜드의 의대생에게 전화선을 붙잡게 한 다음 최신 소식을 얻기 위해 응급실로 돌아갔다. 몇 분 후 잠시 돌아와 대통령의 상태에 대한 추가 소식을 전했으며, 이때 전화 연결이 일시적으로 작동했지만, 맥닐이 다시 떠나자 중계가 끊겼다. 그가 떠나기 전에 그는 맥기에게 케네디의 상태에 대한 기자회견이 곧 있을 것이라고 알렸다.
약 오후 2시 35분(동부 표준시)경, 라이언이 신경외과 의사가 케네디 치료를 돕기 위해 파크랜드에 막 도착했다고 보도한 직후, 헌틀리는 대통령이 재임 중 사망했던 마지막 때를 언급했다.
이 짧은 잠잠한 순간에, 이 순간 듣고 있는 모든 사람의 기억이 1945년 4월 프랭클린 D. 루스벨트가...
그러나 그는 생각을 완성하지 못했다. 헌틀리가 말하는 동안 대통령에게 종부성사를 집전한 신부들에 대한 속보가 책상에 도착했고, 라이언은 그를 방해하며 이를 전달했다.
실례합니다, 쳇. 여기 댈러스에서 온 AP 통신의 속보입니다: '케네디 대통령과 함께 있던 두 신부가 총상으로 사망했다고 말합니다.' 추가 확인은 없지만, 이것이 AP 통신에서 속보로 받은 내용입니다: '댈러스에서 케네디 대통령과 함께 있던 두 신부가 총상으로 사망했다고 말합니다.' 추가 확인은 없습니다. 이것이 대통령이 실제로 목숨을 잃었을 수도 있음을 나타내는 유일한 소식입니다. 방금 댈러스에서 AP 통신망에 실렸습니다. 두 신부는 로마 가톨릭 교회의 종부성사를 집전하기 위해 병원에 불려갔습니다. 그리고 그들로부터 우리는 대통령이 사망했고, 댈러스 시내를 통과하는 차량 행렬에서 입은 총상이 치명적이었다는 소식을 들었습니다. 아직 어떤 출처로부터도 공식 확인은 없다는 점을 다시 상기시켜 드립니다.
이 일이 진행되는 동안 맥기는 파크랜드 병원으로부터 보고를 받았다. 병원에 도착한 직후 존슨 부통령은 취임해야 할 경우를 대비해 워싱턴으로 돌아가 행정 업무를 맡기 시작하라는 권고를 받았다. 존슨은 케네디의 상태에 대한 소식을 받을 때까지 기다리기로 결정했고, 그는 약 오후 1시 20분(중부 표준시)에 소식을 받았다. 맥기는 라이언에게 존슨 부부의 차량 행렬이 방금 파크랜드 병원을 떠났다고 보고했고, 라이언은 이를 신부들이 보고한 대로 대통령 사망의 확인으로 받아들였다.
NBC 라디오와 CBC 라디오에서는 뉴먼이 라이언이 받은 지 약 30초 후에 동일한 속보를 보도했다.
댈러스에서 온 속보입니다: '케네디 대통령과 함께 있던 두 신부가 오늘 암살 시도에서 입은 총상으로 사망했다고 말합니다.' 다시 말씀드립니다, 댈러스에서 온 속보입니다: '케네디 대통령과 함께 있던 두 신부가 총상으로 사망했다고 말합니다.' 이것이 댈러스에서 받은 최신 정보입니다. 물론, 들어오는 모든 정보를 알려드리기 위해 대기 중입니다. 저는 다시 한 번, 큰 유감으로, 이 속보를 반복하겠습니다: '케네디 대통령과 함께 있던 두 신부가 총상으로 사망했다고 말합니다.'
그 시점에서 두 라디오 네트워크는 NBC-TV에 다시 합류했고, 라이언은 케네디 사망에 대한 신부들의 증언이 실제로 확인될 수도 있다고 보도했다. 피드는 그 후 WBAP-TV의 찰스 머피에게로 전환되었고, 그는 대통령 직원의 공식 발표는 없었지만, 댈러스 경찰국은 케네디 사망 소식을 통보받았고 댈러스에서 속보가 전파에 실리기 직전에 근무 중인 모든 경찰관에게 무전으로 소식을 전했다고 보도했다.
머피가 보고서를 제출하는 동안 맥기는 방금 언급된 기자회견에서 돌아온 로버트 맥닐과 다시 연락을 취했다. 보고서 중간에 오디오 연결이 고쳐져 맥닐의 목소리가 스튜디오와 방송에서 선명하게 들렸다. 맥기는 이것을 알지 못했고, 그저 이전처럼 계속했다.
백악관 (대행) 언론 비서관... 말콤 킬더프(Malcolm Kilduff)...는 방금 케네디 대통령이... 대략 중부 표준시 오후 1시, 즉 약 35분 전에 사망했다고 발표했습니다... (오디오 활성화) ...미상 용의자에게 총격을 받은 후 (총격을 받은 후) ...댈러스 시내를 통한 차량 행렬 중 (댈러스 시내를 통한 차량 행렬 중).
맥닐이 사용 가능한 모든 관련 정보를 전달한 후, 그는 더 자세한 정보를 얻기 위해 전화를 내려놓았다. 맥기는 눈물을 닦으며 대기했고, 맥닐의 다음 업데이트를 위해 전화선을 열어두었다.

### KLIF 라디오, 댈러스
지역 라디오 방송국 KLIF에서는 게리 델론이 KLIF 뉴스 모바일 유닛 4호의 조 롱(Joe Long)의 보고와 함께 수신된 속보를 전달했다. 이전에 대통령의 러브 필드 도착을 보도하고 혼돈 속에서 교통 체증에 갇힌 후 뉴스 순찰차에서 보고서를 제출했던 롱은 나중에 스튜디오에서 델론과 합류했다. 로이 니콜스(Roy Nichols)는 4호 모바일 유닛을 인수하여 파크랜드 병원으로 향했다. 무역 센터에서의 보고 후, 라디오 방송인이자 KLIF 창립자인 고든 맥클렌든(Gordon McLendon)은 델론을 대신하기 위해 라디오 방송국으로 돌아왔다. 기자들은 특히 대통령 사망에 대한 보고와 관련하여 수신된 정보가 공식적인지 비공식적인 출처인지에 대해 맥클렌든의 엄격한 방송국 규칙으로서 계속 강조했다. 약 오후 1시 38분(중부 표준시)에 KLIF의 텔레타이프에서 열 개의 벨이 울렸고(최고 중요 속보를 나타냄) 롱에게 공식 속보가 전달되었다.
고든 맥클렌든: 대통령은 분명히 중태이고, 위독하며, 아마도 치명상을 입었을 것입니다. 그가 이미 사망했을 가능성이 높지만, 그것은 공식적인 것이 아닙니다, 다시 말하지만, 공식적인 것이 아닙니다. 하지만 코널리 주지사의 부상 정도는 현재 엄격하게 비밀에 부쳐져 있습니다...

조 롱: 케네디 대통령이 사망했습니다, 고든. 공식 소식입니다.

고든 맥클렌든: 신사 숙녀 여러분, 대통령이 사망했습니다. 신사 숙녀 여러분, 댈러스 파크랜드 병원에서 대통령이 사망했습니다.
KLIF의 연속 보도는 결국 자체 애드혹 라디오 네트워크를 통해 방송될 예정이었는데, 이 방송국의 보도가 휴스턴, 루이빌, 기타 도시의 KLIF 자매 방송국으로 송출되었고, 허가 여부에 관계없이 수십, 어쩌면 수백 개의 다른 방송국에서 방송되었다고 한다.

### 영국
로이터 텔레타이프 기계는 사건 발생 12분 후인 그리니치 표준시 오후 6시 42분에 암살 소식을 보도했다.
케네디 대통령이 오늘 차량 행렬 중 총에 맞았습니다. 한 사진사는 대통령의 머리에서 피를 보았다고 보고했습니다.
맨체스터에서 잉글랜드 북부 지역에 뉴스 프로그램 《Scene at 6:30》을 방송하던 그라나다 텔레비전은 그리니치 표준시 오후 7시 직전에 이 소식을 보도했다. BBC는 곧이어 세 개의 전국 라디오 네트워크에서 발표를 이어갔는데, 여기에는 그리니치 표준시 오후 7시부터 7시 30분까지 진행된 프로그램 《라디오 뉴스릴》(Radio Newsreel)이 포함되었다. 이 프로그램에서는 워싱턴에 기반을 둔 BBC 기자가 약 270만 명의 청취자에게 전화로 실시간 업데이트를 제공했다.
BBC 텔레비전에서는 첫 발표가 그리니치 표준시 오후 7시 5분에 젊고 생소한 뉴스 리더 존 로버츠(John Roberts)에 의해 이루어졌는데, 이는 프로그램 《오늘밤》 직전이었다. 《오늘밤》은 그리니치 표준시 오후 7시 26분경까지 예정된 판을 계속 방영했고, 로버츠가 돌아와 케네디의 위독한 상태에 대한 업데이트를 제공했다. 잠시 후 그는 BBC 모니터링으로부터 전화를 받았고, 이 전화는 미국의 소리가 보도한 케네디 사망 소식을 전달했다.
로버츠의 얼굴은 눈에 띄게 변했고, 그는 시청자들에게 "케네디 대통령이 사망했다는 소식을 유감스럽게 전합니다."라고 발표한 후 고개를 숙이고 고개를 들지 않았다. 다음 19분 동안 BBC는 로고와 회전하는 지구본을 보여주었으며, 로버츠가 읽는 세 개의 속보로 중단되었다. BBC 경영진은 그 후 정규 프로그램으로 돌아가기로 결정했고, 그리니치 표준시 오후 7시 45분부터 《여기 해리가 있다》(Here's Harry)를 방영한 후 핀레이 박사 사건집을 방영했는데, 이 결정은 2,000통 이상의 전화와 500통의 편지 및 전보 항의를 불러왔다.
그리니치 표준시 오후 11시, 뉴스가 터진 지 4시간 후, BBC는 케네디 대통령 추모 방송을 했다. 이 방송에는 앨릭 더글러스흄 총리, 조 그리먼드 자유당 대표, 북웨일스에서 BBC 맨체스터 스튜디오로 급히 달려온 해럴드 윌슨 야당 대표가 출연했다.
ITV 텔레비전에서는 그리니치 표준시 오후 7시 10분경 뉴스 속보가 게임 쇼를 중단시켰지만, 프로그램은 계속되었고, 그리니치 표준시 오후 7시 30분에 이어지는 응급실 - 병동 10호도 마찬가지였다. 10분 후 프로그램은 중단되었고 케네디 사망 발표가 이루어졌으며, 방송국의 간주 카드 위로 업데이트가 계속되었다. 이후 할레 오케스트라가 연주한 엄숙한 음악의 녹화된 프로그램이 이어졌다.

## 주말 동안의 보도
총성이 발사된 순간부터 세 텔레비전 네트워크는 모두 정규 프로그램과 광고를 중단하고 장례식 후 4일 동안 쉬지 않고 보도를 내보냈다.
4일 동안 세 텔레비전 네트워크는 55시간에서 71시간 동안 방송되었고, 총 1,500명 이상의 뉴스 기자, 기술자, 기타 뉴스 부서 직원이 근무했다.
| 네트워크 | 방송 시간 | 근무 직원 수 |
| -------- | --------- | ------------ |
| ABC      | 60        | 500          |
| CBS      | 55        | 660          |
| NBC      | 71        | 400          |

케네디 대통령 암살 사건은 미국 텔레비전 역사상 가장 긴 중단 없는 뉴스 이벤트였다. 2001년 9월 14일 동부 표준시 오전 9시 직전까지는 네트워크들이 9/11 테러 공격을 72시간 연속으로 보도했다.

## 국장 보도
NBC는 밤새도록 국회 의사당 원형 홀을 통과하는 사람들의 중단 없는 보도를 방송했다. 뤼벤 프랭크(Reuven Frank)는 NBC 뉴스 부사장 빌 맥앤드류(Bill McAndrew)가 밤새도록 원형 홀을 통과하는 군중의 사진을 주문했고, 이는 진정 효과를 제공했다고 회상했다.
수백만 명이 텔레비전으로 장례식을 시청했다. 텔레비전으로 장례식을 시청한 사람들은 의식 전체를 본 유일한 사람들이었다. ABC, CBS, NBC 세 네트워크는 공동 보도를 위해 최소 50대의 카메라를 사용하여 시청자들이 국회 의사당에서 알링턴까지 진행되는 모든 절차를 전체적으로 볼 수 있도록 했다. 풀(pool) 보도는 CBS가 담당했다. 네트워크의 워싱턴 지국장들, ABC의 밥 플레밍(Bob Fleming), NBC의 빌 먼로, CBS의 빌 스몰은 특파원들과 카메라를 옮겨 영구차보다 앞서도록 했다. 스몰은 영구차를 따라 특파원들을 배치했고, 플레밍은 하워드 K. 스미스와 에드워드 P. 모건이 ABC 워싱턴 스튜디오에서 진행했으며, 먼로는 헌틀리-브링클리 리포트 팀인 쳇 헌틀리와 데이비드 브링클리가 워싱턴에서 진행했다.
NBC는 백악관에서 성당까지의 행렬 보도를 위성을 통해 일본과 소련을 포함한 23개국에 송신하여 유럽의 철의 장막 양쪽에서 수억 명의 사람들이 장례식을 시청할 수 있도록 했다. 관이 성당으로 들어갈 때 위성 보도가 끝났다. 소련에서는 유리 포킨(Yuri Fokin)이 "소련 국민의 슬픔이 미국 국민의 슬픔과 섞인다"고 말했다. 동독에서는 텔레비전 시청자들이 축구 경기만 볼 수 있었기 때문에 보도가 없었다.
아일랜드에서는 텔레비전 서비스인 텔리피스 에이렌이 텔스타 위성을 통해 케네디의 관이 세인트 매튜 성당으로 옮겨지는 25분간의 장면을 아일랜드 시청자들에게 생중계했다. 아일랜드 시청자들은 모든 장면을 생중계로 보지는 못했지만, 마이클 오헤어의 오디오 해설은 내내 들을 수 있었다. 영국에서는 BBC와 ITV 모두 텔스타 위성을 통해 장례식을 생중계했다. BBC의 주요 뉴스 해설가인 리처드 딤블비는 BBC-TV에서 장례식에 대한 생중계 해설을 제공했다. 브라이언 코넬(Brian Connell)은 ITV에서 장례식에 대한 생중계 해설을 제공했다.
가톨릭 사제 레너드 헐리(Leonard Hurley) 신부가 네트워크를 위해 장례 미사 해설을 제공했다.

### 인용문
1. ↑  The New York Times 2003, 3쪽
2. 1 2 3 4 5  Adams, Val (1963년 11월 26일). “Back to Normal for Radio and TV”. 《The New York Times》. 75면.
3. 1 2  White 1965, 13쪽
4. 1 2  Carter, Bill; Rutenberg, Jim (2001년 9월 15일). “Viewers Again Return To Traditional Networks”. 《New York Times》. A14면. Sometime around 9 a.m. yesterday a television milestone was reached: three broadcast networks had covered one news event for more consecutive hours than any previous event in American history. The terrorist attacks on New York and the Pentagon have truly become the story of a lifetime on television, surpassing even the assassination of President John F. Kennedy, which no network covered for more than 70 consecutive hours. As of yesterday morning, CBS, NBC and ABC, the three networks at the time of Kennedy's assassination and funeral, had been on the air continuously, without commercial interruption, for 72 hours (though some affiliates continued to air regularly-scheduled local newscasts during that time).
5. ↑  KLIF-RADIO (DALLAS, TEXAS) (11/22/63) (3-HOUR, 8-MINUTE VERSION, WITH SOME EDITED MUSIC) - 유튜브
6. ↑  Sam Pate's statement filed in a CIA "JFK Assassination System" form, along with some other information about the recording, dated January 26, 1970. Page found 2022-11-22.
7. ↑  Pate's tape was analyzed to see if gunshots could be heard for spectral analysis. "The FBI also informed the Commission that the newsman had stated that most of the tape was not recorded in Dealey Plaza at the time of the assassination, but was recorded in a studio several days later after he had been dismissed by his station, KBOX." Scientific Acoustical Evidence Establishes a High Probability That Two Gunmen Fired at President John F. Kennedy, JFK Assassination Records in the National Archives. Page found 2022-11-22.
8. ↑  “Sam Pate | The Sixth Floor Museum at Dealey Plaza” (미국 영어). 2020년 9월 28일에 원본 문서에서 보존된 문서. 2022년 11월 22일에 확인함.
9. ↑  United Press International & American Heritage Magazine 1964, 23쪽
10. ↑  “Television Log Friday”. 《Dallas Morning News》. 1963년 11월 22일. 17면.
11. 1 2  Trost & Bennett 2003, 34쪽
12. ↑  JFK'S ASSASSINATION (ABC RADIO NETWORK) (NOVEMBER 22, 1963) - 유튜브
13. ↑  《Yearbook of Radio & Television》 (PDF) 27판. Radio Television Daily. 1964. 823, 826쪽.
14. ↑  United Press International & American Heritage Magazine 1964, 22쪽
15. ↑  Parelli, Robert J. (1996년 11월 21일). 《Principles of Fluoroscopic Image Intensification and Television Systems: Workbook and Laboratory Manual》 (영어). CRC Press. ISBN 9781574440829.
16. ↑  Bugliosi, Vincent (2008년 5월 17일). 《Four Days in November: The Assassination of President John F. Kennedy》. W. W. Norton & Company. 89쪽. ISBN 978-0-393-33215-5.
17. ↑  “CNN Newsnight Aaron Brown transcript”. 《transcripts.cnn.com》. 2003년 11월 21일. 2018년 5월 24일에 확인함.
18. 1 2 3 4 5  Robinson, Alan (1988년 11월 17일). “Ten Bells Signaled Moment in History”. Associated Press.
19. ↑  Associated Press 1963, 14쪽
20. 1 2  NBC News 1966, 13쪽
21. ↑  “JFK Assassination Coverage”. 《Archival Television Audio》. 2010년 4월 8일에 확인함.
22. ↑  NBC-TV COVERAGE OF JFK'S ASSASSINATION ON NOVEMBER 22, 1963 (6+ HOURS) - 유튜브
23. ↑  《ABC Radio - JFK #3》 (MP3). 《Radio Tapes.com》.
24. 1 2 3  walter cronkite documentary about JFK broadcast - 유튜브
25. 1 2 3 4 5 6  Bill Lund (1963년 11월 22일). 《WCCO-AM coverage of the assassination of President John F. Kennedy》 (MP3). Woodbury, Minnesota. 2014년 1월 6일에 확인함.
26. ↑  Trost & Bennett 2003, 76쪽
27. ↑  Trost & Bennett 2003, 80쪽
28. ↑  Associated Press 1963, 15쪽
29. ↑  Cronkite, Walter (1996). 《A Reporter's Life》. New York: Alfred A. Knopf. ISBN 0-394-57879-1.
30. ↑  NBC News 1966, 13–15쪽
31. ↑  Rosenberg, Howard (1988년 11월 22일). “Death of Kennedy & Birth of TV News”. 《로스앤젤레스 타임스》. 2021년 9월 3일에 확인함.
32. ↑  Ahluwalia, Raj (2002). 《We Interrupt This Program》. Toronto: Winding Stair Press. 52쪽.
33. 1 2 3  NBC News 1966, 14쪽
34. ↑  NBC News 1966, 14–15쪽
35. 1 2 3  NBC News 1966, 16쪽
36. ↑  Miller 1980, 315쪽
37. ↑  Johnson 1971, 11쪽
38. ↑  《NBC Radio - JFK News Coverage #5》 (MP3). 《Radio Tapes.com》.
39. ↑  “ReelRadio - The Steve Eberhardt Collection - KLIF Dallas November 22, 1963”. 《ReelRadio》. 2021년 11월 3일에 확인함.
40. ↑  “How the Kennedy assassination caught the BBC on the hop”. 《The Independent》. 2003년 11월 18일. 2022년 5월 9일에 원본 문서에서 보존된 문서. 2023년 2월 22일에 확인함.
41. ↑  The New York Times 2003, 57–58쪽
42. 1 2  White 1965, 5–6, 12–13쪽
43. 1 2 3 4 5 6  “World Watched and Listened”. 《Broadcasting》. 1963년 12월 2일. 36–46쪽. 2023년 12월 10일에 확인함.
44. ↑  NBC News 1966, 122–123쪽
45. ↑  The New York Times 2003, 521쪽
46. ↑  Frank, Reuven (1991). 《Out of Thin Air: The Brief Wonderful Life of Network News》. New York: Simon & Schuster. 190쪽. ISBN 0-671-67758-6.
47. ↑  The New York Times 2003, 459, 461쪽
48. ↑  White 1965, 16–17쪽
49. 1 2 3 4  Shepard, Richard F. (1963년 11월 26일). “Television Pools Camera Coverage”. 《The New York Times》. 11면.
50. 1 2 3 4  Gardella, Kay (1963년 11월 26일). “Millions of Viewers Join Kennedy Family in Grief”. 《New York Daily News》. 88면.
51. ↑  Mudd, Roger (2008). 《The Place to Be: Washington, CBS, and the Glory Days of Television News》. New York: PublicAffairs. 130쪽.
52. 1 2  “Telstar Carries Rites”. 《The Chicago Tribune》. Reuters. 1963년 11월 26일. 10면.
53. ↑  The New York Times 2003, 541쪽
54. 1 2 3  Gander, L. Marsland (1963년 11월 26일). “Funeral Seen in Europe”. 《The Daily Telegraph》. 19면.
55. ↑  “Requiem Mass Was Explained By Local Priest”. 《The Washington Post》. 1963년 11월 27일. A26면.
56. ↑  The New York Times 2003, 477–481쪽

### 참고 문헌
- 《The Torch Is Passed》. New York: Associated Press. 1963.
- Johnson, Lyndon (1971). 《The Vantage Point: Perspectives of the Presidency, 1963–1969》. New York: Holt, Rinehart, and Winston. ISBN 0-03-084492-4.
- Miller, Merle (1980). 《Lyndon: An Oral Biography》. New York: Putnam. ISBN 0-399-12357-1.
- NBC News (1966). 《There Was a President》. New York: Random House.
- The New York Times (2003).  Semple, Robert B. Jr., 편집. 《Four days in November》. New York: St. Martin's Press.
- Trost, Cathy; Bennett, Susan (2003). 《President Kennedy Has Been Shot》. Naperville, Ill.: Sourcebooks. ISBN 9781402201585.
- United Press International; American Heritage Magazine (1964). 《Four Days》. New York: American Heritage Pub. Co.
- White, Theodore H. (1965). 《The Making of the President, 1964》. New York: Athenium Publishers.